# Трубин, Владимир Николаевич
Владимир Николаевич Трубин (1861 (встречаются также даты: 1860 и 1862), Чернигов — 30.4.1930 (или 15.4.1931), Москва) — оперный певец (баритон, позднее бас), вокальный педагог. Заслуженный артист Республики (1927).

## Биография
Родился в семье ремесленника.
С юности увлекшись театром, пошёл работать статистом, с 16 лет начал петь в любительских спектаклях и концертах, а затем вступил в украинскую профессиональную театральную труппу М. Л. Кропивницкого.
С 1883 обучался в Киевском музыкальном училище, педагог по вокалу К. А. Брагин.
1886—1889 — студент Петербургской консерватории, среди педагогов К. Эверарди.
1889—1891 — солист московского Большого театра.
1891—1892 — солист Мариинского театра (Петербург).
1892—1894 — опять в Большом театре.
1894—1895 — в Киеве.
Затем работал в Москве, куда окончательно переселился:
- 1898—1900 — Московская частная русская опера С. И. Мамонтова,
- 1900—1905 — Товарищество русской частной оперы,
- 1905—1917 — Опера С. Зимина, позднее Театр Московского Совета рабочих депутатов

Помимо работы в театрах постоянно участвовал в гастрольных поездках по российским городам, выступал на летних сценах с исполнением романсов и украинских народных песен, в 1903 работал в антрепризе М. Медведева.
Был членом московского музыкально-драматического товарищества «Кобзарь».
Пел п/у С. П. Барбини, М. М. Ипполитова-Иванова, Э. А. Купера, Дж. Пагани, И. О. Палицына, Е. Е. Плотникова, Ю. М. Славинского.
Записал на грампластинки 3 произв. в Петербурге («Колумбия/Columbia», 1903) и Москве («Одеон», 1910). Архивные материалы певца хранятся в ГЦТМ, ф. 285, 56 ед. хр., 1897—1930.
В 1920-х годах давал частные уроки пения.
В последние 10 лет жизни выступал редко.
Пружанский А. М. о певце: «Обладал сильным, хорошо обработанным голосом теплого тембра и обширного диапазона со свободным верхним регистром, сценическим темпераментом».
В ГЦТМ им. А.А. Бахрушина хранится портрет певца работы художника В. Пчелкина (1908, холст, масло).
Скончался 15 апреля 1931 года от паралича сердца

## Репертуар
Репертуар певца включал около 50 партий.

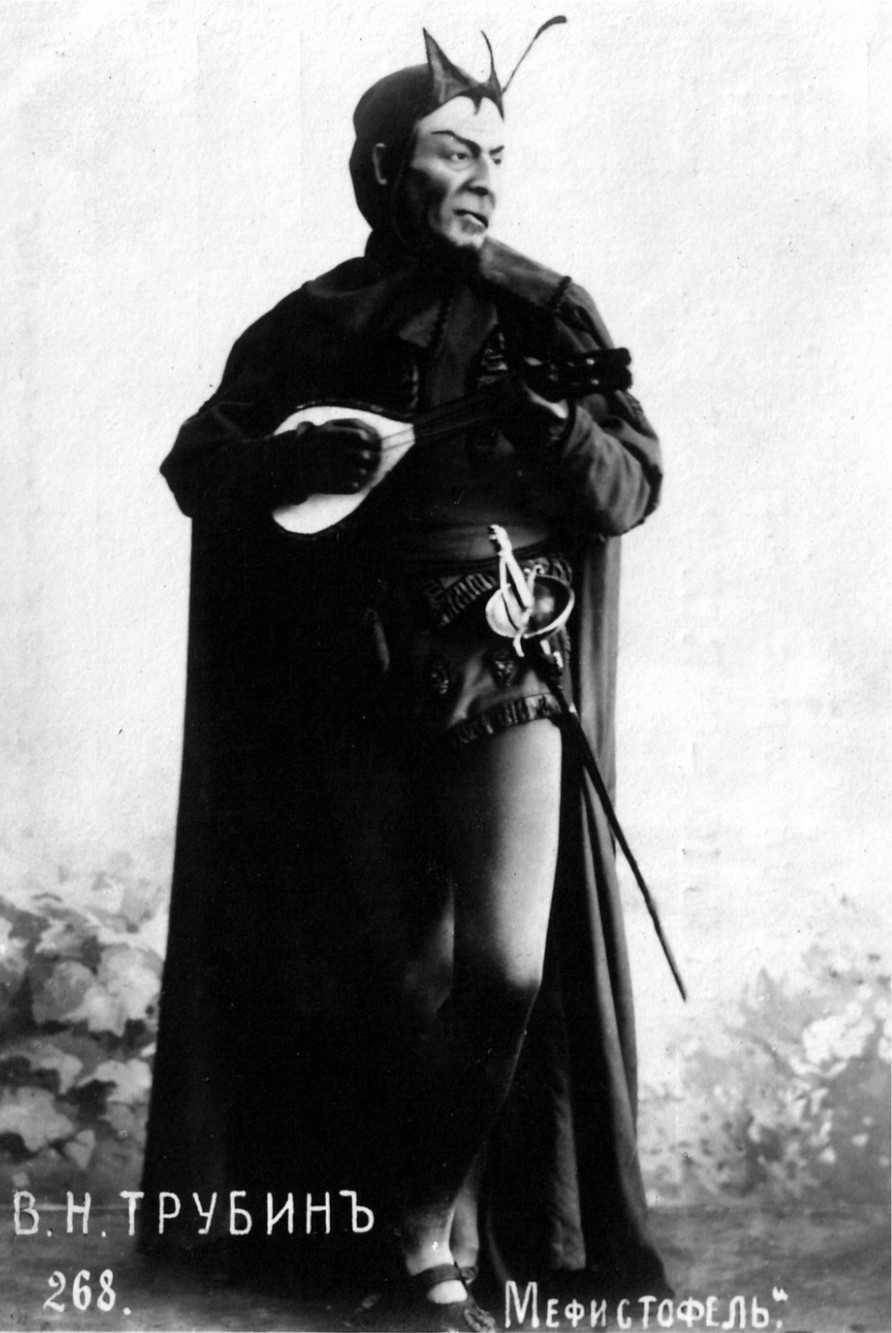
Владимир Трубин в роли Мефистофеля
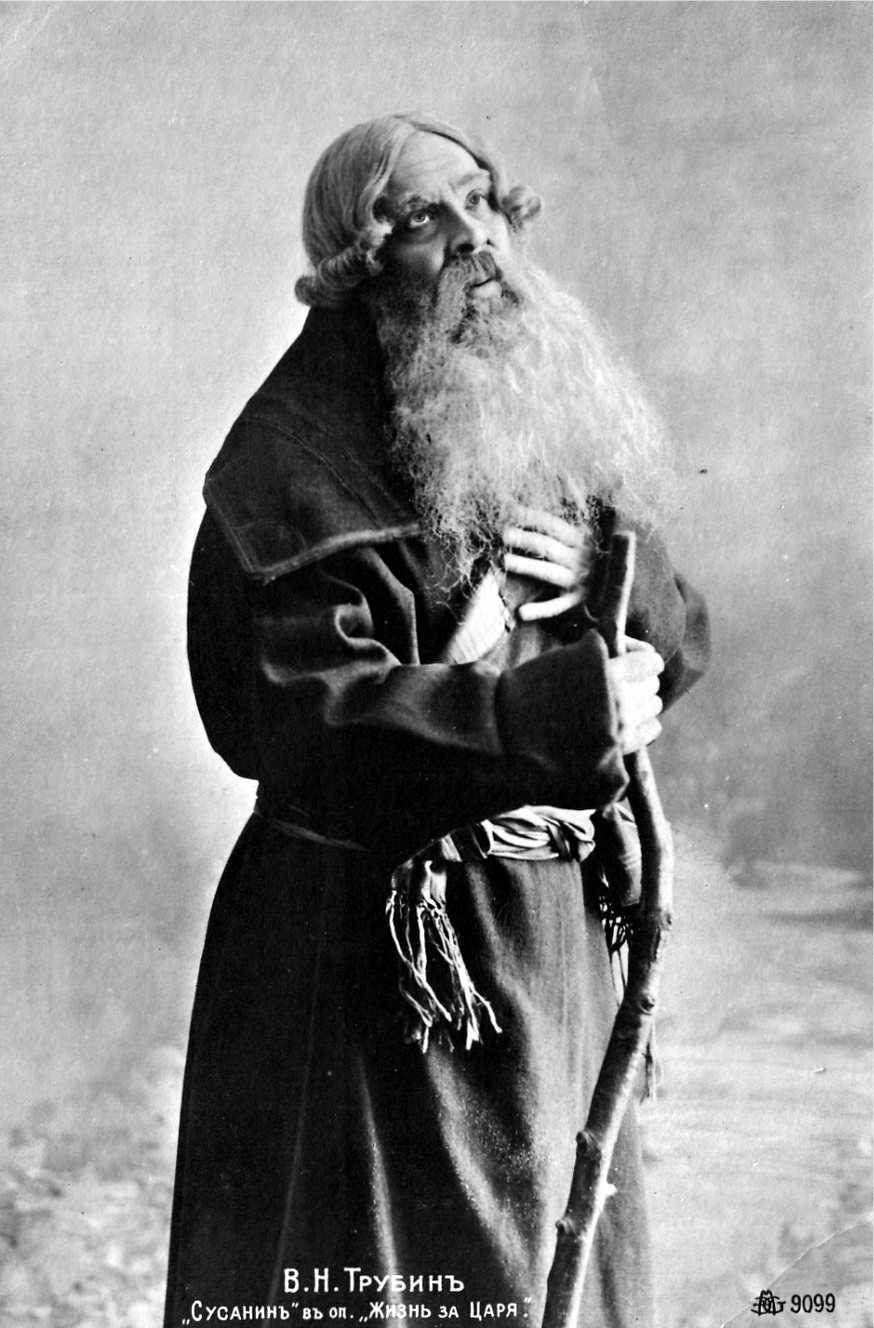
Владимир Трубин в роли  Ивана Сусанина
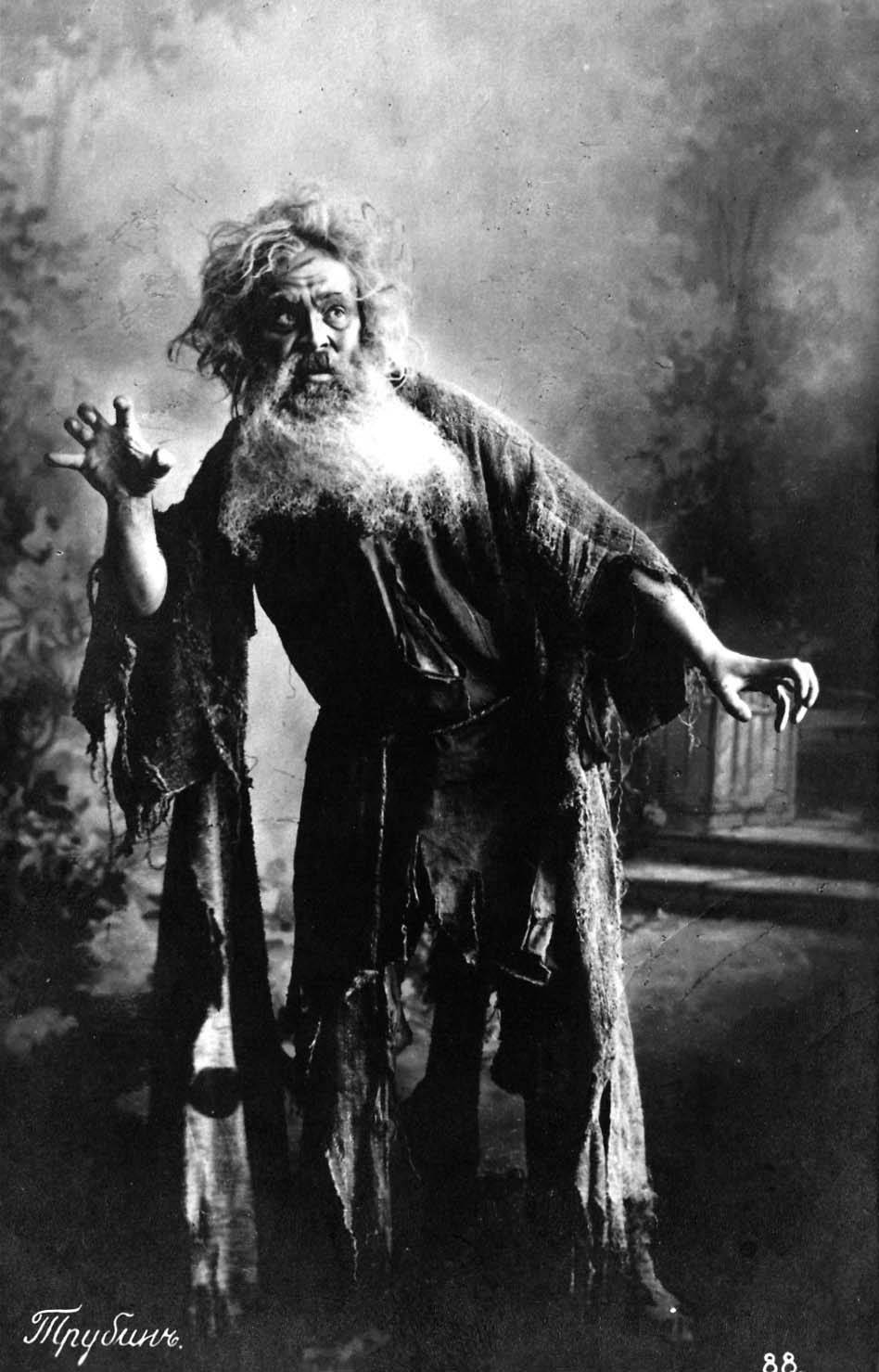
Владимир Трубин на сцене

- 15 января 1891 — «Отелло» Дж. Верди — Монтано (впервые в Большом театре)
- 1907 — «Орлеанская дева» П. Чайковского — Кардинал
- 1911 — «Опричник» П. Чайковского — Жемчужный
- «Евгений Онегин» П. Чайковского — Гремин
- «Пиковая дама» П. Чайковского — Граф Томский
- «Кавказский пленник» Ц. Кюи — Казенбек
- 1912 — «Купец Калашников» А. Рубинштейна — ?
- «Африканка» Дж. Мейербера — Дон Педро
- 1917 — «Орестея» С. Танеева, в постановке Ф. Ф. Комиссаржевского — Агамемнон (первый исполнитель в Москве)
- «Жизнь за царя» М. Глинки — Иван Сусанин
- «Руслан и Людмила» М. Глинки — Руслан
- «Русалка» А. Даргомыжского — Мельник
- «Борис Годунов» М. Мусоргского — Пимен
- «Хованщина» М. Мусоргского — Досифей
- «Князь Игорь» А. Бородина — Владимир Галицкий
- «Юдифь» А. Серова — Олоферн
- «Садко» Н. Римского-Корсакова — Варяжский гость
- «Сказка о царе Салтане» Н. Римского-Корсакова — Царь Салтан
- «Демон» А. Рубинштейна — Князь Гудал
- «Севильский цирюльник» Дж. Россини — Дон Базилио
- «Фауст» Ш. Гуно — Мефистофель
- «Гугеноты» Дж. Мейербера — Граф де Сен-Бри
- «Аскольдова могила» А. Верстовского — Неизвестный
- «Князь Игорь» А. Бородина — Кончак
- «Иоанн Лейденский» (Пророк") Дж. Мейербера — Граф Оберталь
- «Вертер» Ж. Массне — Судья
- «Трубадур» Дж. Верди — Феррандо
- «Тангейзер» Р. Вагнера — Германн/Ландграф, Битерольф

Партнёры: И. А. Алчевский, К. Брун, В. П. Дамаев, С. И. Друзякина, Е. Ф. Ждановский, О. И. Камионский, Ю. С. Кипоренко-Даманский, Н. П. Кошиц, В. Люце, Д. Т. Спришевская, А. С. Тихонова, О. Ф. Федоровская-Славинская, П. Ф. Холодков, Е. Я. Цветкова, Ф. И. Шаляпин, М. К. Шервинская, А. П. Шереметев.